# Церква Різдва Пресвятої Богородиці (Лошнів, УГКЦ)
Церква Різдва Пресвятої Богородиці в Лошневі — парафія і храм греко-католицької громади Теребовлянського деканату Тернопільсько-Зборівської архієпархії Української греко-католицької церкви в селі Лошнів Тернопільського району Тернопільської области.

## Історія церкви
Парафія належала до Греко-Католицької Церкви до 1946 року. У 1990 році громада села конфесійно розділилася на вірних УАПЦ (згодом — ПЦУ) та УГКЦ. З травня 1990 року в храмі розпочалися почергові богослужіння. Тоді для греко-католиків їх проводив ієромонах ЧСВВ о. Віталій Дудкевич.
З 1946 до 1990 року церква належала державі, але користувалася нею РПЦ. Лише 3–4 родини в селі зберігали греко-католицьку віру в підпіллі.
Храм було збудовано у 1879—1880 роках за архітектурним планом парафіян УГКЦ. У липні 1995 року його заново освятив владика Михаїл Сабрига.
Парафію з єпископською візитацією відвідали:
- 1995 рік — владика Михаїл Сабрига.
- Листопад 2004 року — єпископи Василій Семенюк та Ігор Возьняк.

При парафії діють Вівтарна і Марійська дружини, а також братство Матері Божої Неустанної Помочі.
На території парафії встановлено кілька фігур і каплицю:
- Фігура Пресвятого Серця Христового — на честь виходу УГКЦ з підпілля.
- Фігури Матері Божої та Зарваницької Матері Божої, остання — на честь 125-річчя храму.
- Каплиця Матері Божої Неустанної Помочі, яка є пам'яткою про підпільну діяльність УГКЦ. Вона зведена на подвір'ї, де народився і жив блаженної пам'яті владика Петро Козак.

## Парохи
- о. Ілля Сасевич ([1832]—1832+)[1]
- о. Микола Юскевич (1832—1839)[1]
- о. Теодор Левевич (1839—1842, адміністратор)[1]
- о. Богдан Курковський (1918—1926)[1]
- о. Стефан Хабурський (1926—1927)[1]
- о. Стефан Стець (1927—1928)[1]
- о. Михайло Мартинюк (1928—1930)[1]
- о. Василь Савків (1931—1932)[1]
- о. Михайло Кузьма (1932—1941)[1]
- о. невідомий ([1944])[1]
- ієромонах ЧСВВ о. Олександр Савчук ([1944], адміністратор)[1],
- о. Михайло Кузьма (до 1946),
- о. Віталій Дудкевич, ЧСВВ,
- отці Редемптористи:
  - о. Василь Іванів, о. Ігор Возьняк, о. Мар'ян Ференц, о. Володимир Баран, o. Володимир Вітовський, о. Роман Ониськів, о. Володимир Боне, о. Леонід Мальков, о. Богдан Гірський, о. Михайло Коваль, о. Михайло Шевчишин, о. Петро Ковальчук, а також непри-належні до чернецтва: о. Антон Мишко, о. Богдан Барицький,
- о. редемптористи Іван Довгошия (з 2000).